# Scherzo nr. 1

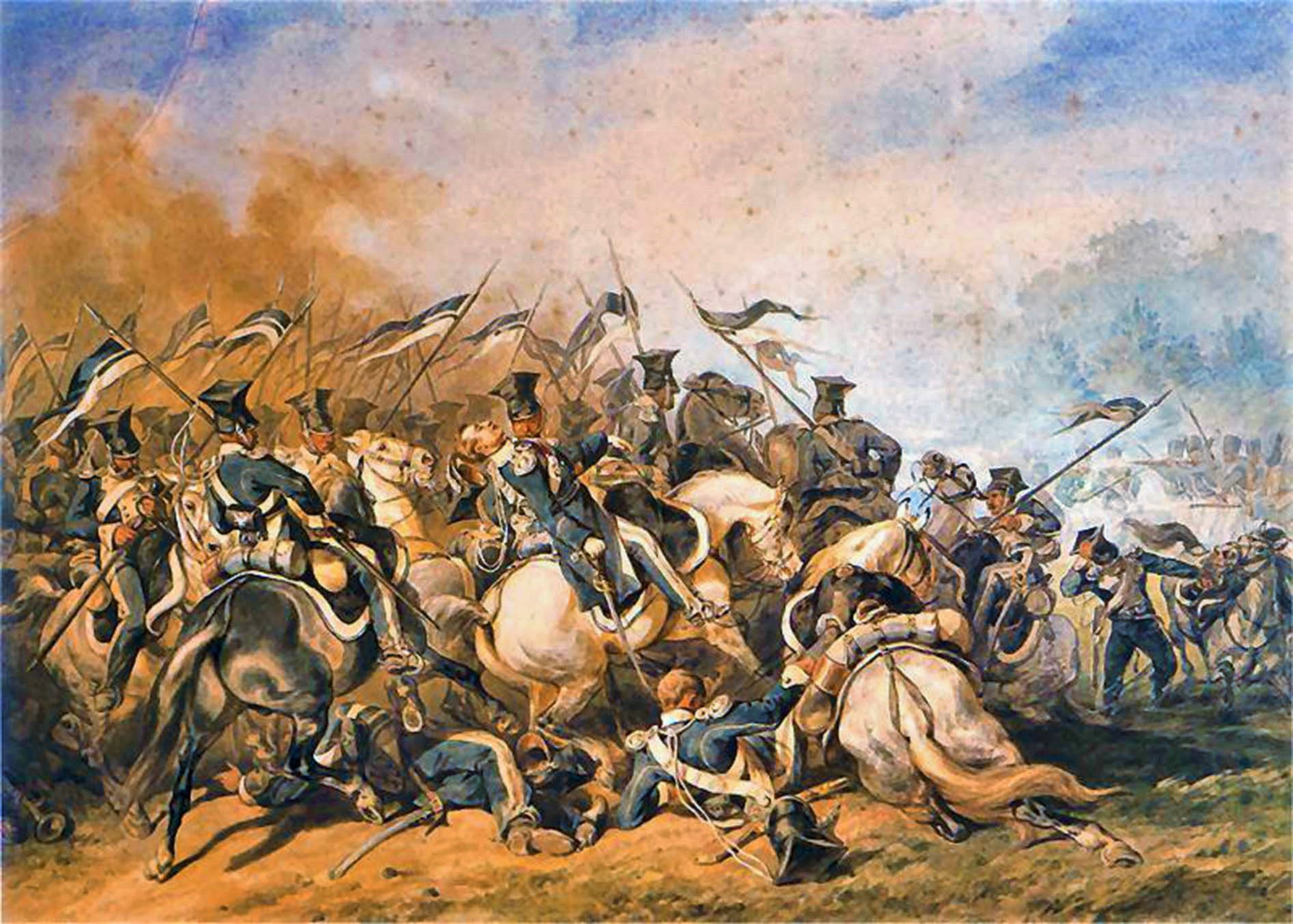
Schilderij van de Novemberopstand, de slag bij Ostroleka, 1831

Het Scherzo nr. 1 in b-mineur, op. 20 is een eendelige compositie voor piano solo van Frédéric Chopin. Chopin schreef dit werk tussen 1831 en 1832 en droeg het op aan Thomas Albrecht. De tempo-aanduiding is Presto con fuoco. Het werk is donker, dramatisch en levendig van karakter en kreeg de bijnaam Infernal Banquet. Naast dit eerste scherzo schreef Chopin er nog drie.

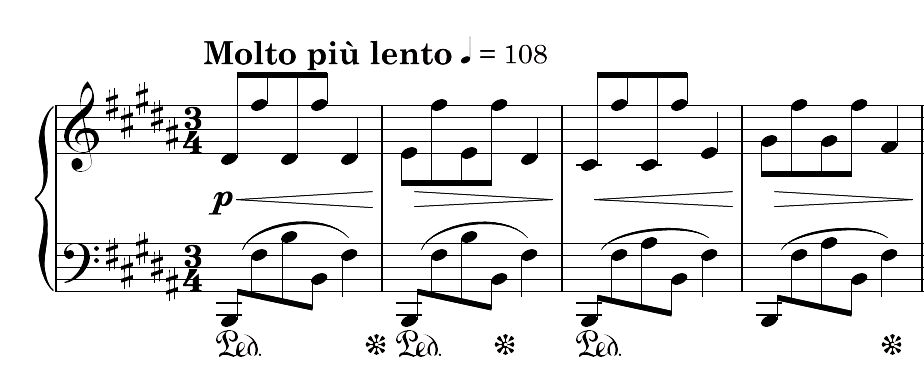
Het fragment uit het 1^{e} Scherzo waar het Poolse liedje Lulajże Jezuniu in verwerkt zit

## Vorm
Dit 1e Scherzo is geschreven in de vorm A-B-A-Coda. het opent met twee fortissimo akkoorden, één hoog, en één laag. Daarop volgen op hoge snelheid reeksen dramatische uitbarstingen in b-mineur. Het werk ontwikkelt zich verder en leidt naar een wat rustiger gedeelte in B-majeur. Daar treft men een melodie in het middenregister, gebaseerd op een oud Pools kerstlied (Lulajże Jezuniu). Het majeurgedeelte (ofwel het trio-gedeelte) verdwijnt en de twee beginakkoorden keren terug, waarna het onstuimige beginthema in mineur weer terugkeert. Een dramatisch, virtuoos coda volgt en sluit het werk af.

## Achtergrond
Chopin begon aan zijn eerste scherzo in 1831, gedurende de Novemberopstand tegen de Tsaar Alexander I van Rusland. Chopin was toen 21 jaar. Een vriend van hem, Thomas Albrecht, aan wie het werk is opgedragen overtuigde hem om in Wenen te blijven - ver van zijn familie in Polen - om een muzikale carrière op te bouwen. In Wenen speelde Chopin in die tijd maar één concert: zijn eerste Pianoconcert in e mineur dat hij een jaar eerder had voltooid. Vanwege de opstanden en oorlog veranderden zijn werken van een louter briljante naar een meer donkere, sombere stijl. In deze periode schreef Chopin meer werken, waaronder een aantal van de etudes van opus 10.